# Villa Marullier
Villa Marullier è una delle ville vesuviane del Miglio d'oro. Si trova a San Giorgio a Cremano in via Enrico Pessina.

## Storia
Originariamente appartenuta a Emilio Marullier, la villa fu poi acquistata nel 1904 dalla famiglia Starita e da questa poi venduta, molto probabilmente, ad Enrico Pessina.
La dimora confina con l'ingresso posteriore di Villa Starita, la dimora principale della famiglia nobiliare il cui ingresso più importante ricade però nel territorio di Portici.
Utilizzata già dagli inizi del Novecento come rendita immobiliare e quindi divisa in vari appartamenti da dare in affitto, la dimora conserva ben pochi elementi dell'originario impianto barocco.
Tra questi si ricordano il portale principale chiuso da un arco ribassato, in cui si conserva ancora intatta la rosta lignea decorata, le merlature neogotiche e il decoro rococò sulla chiave di volta.
Lungo la strada, adiacente all'ingresso della villa, è collocata una piccola cappella gentilizia dedicata a San Gennaro.